# Millie Perkins
Millie Perkins (ur. 12 maja 1938 w Passaic, New Jersey) – amerykańska aktorka filmowa i telewizyjna oraz modelka.

## Wybrana filmografia
- 1959 - Pamiętnik Anny Frank jako Anne Frank
- 1961 - Wild in the Country jako Betty Lee Parsons
- 1963 - Dulcinea jako Aldonza / Dulcinea
- 1964 - Ensign Pulver jako Nurse Scotty
- 1966 - Niesłusznie oskarżeni jako Abigail
- 1986 - At Close Range jako Julie
- 1987 - Wall Street jako pani Fox
- 2005 - Hawana – miasto utracone jako Doña Cecilia Fellove